# Forgotten Faces (1928)
Forgotten Faces is een Amerikaanse dramafilm uit 1928 onder regie van Victor Schertzinger. Destijds werd de film in Nederland uitgebracht onder de titel Schimmen uit het verleden.

## Verhaal
De dief Harry Harlow moet een celstraf uitzitten, omdat hij de minnaar van zijn vrouw Lilly heeft vermoord. Voordat hij zich aangeeft, laat hij zijn dochtertje achter op de stoep van een rijk, kinderloos echtpaar. Omdat hij Lilly niet vertrouwt, vraagt hij zijn voormalige kompaan Froggy om een oogje in het zeil te houden. Wanneer Harry vrijkomt, doet hij zich voor als de bediende van zijn dochter om haar te beschermen voor de bedriegerijen van Lilly.

## Rolverdeling
| Acteur         | Personage    |
| -------------- | ------------ |
| Clive Brook    | Harry Harlow |
| Mary Brian     | Alice Deane  |
| Olga Baclanova | Lilly Harlow |
| William Powell | Froggy       |
| Fred Kohler    | Spider       |
| Jack Luden     | Tom          |